# Thandeko Zinti Mnkandla
Thandeko Zinti Mnkandla is een Zimbabwaans politicus. Hij is parlementariër en tevens vicepresident van de politieke commissie van de ACS-staten, een samenwerking tussen de oud-koloniën van Europa. Mnkandla pleitte op de ACP-EU-top in Suriname in 2012 voor meer economische samenwerking tussen de ACS-staten ('het zuiden') in plaats van afhankelijk te zijn van Europa ('het noorden'). 